# دولنیا دل کولیو
دولنیا دل کولیو (به ایتالیایی: Dolegna del Collio) یک کومونه در ایتالیا است که در استان گوریتزیا واقع شده‌است.

## خصوصیات
دولنیا دل کولیو ۱۲٫۵ کیلومترمربع مساحت و ۴۱۹ نفر جمعیت دارد و ۹۰ متر بالاتر از سطح دریا واقع شده‌است.

## خواهرخوانده
شهر دیانو دآلبا خواهرخواندهٔ دولنیا دل کولیو هست.